# Leon Moszczeński

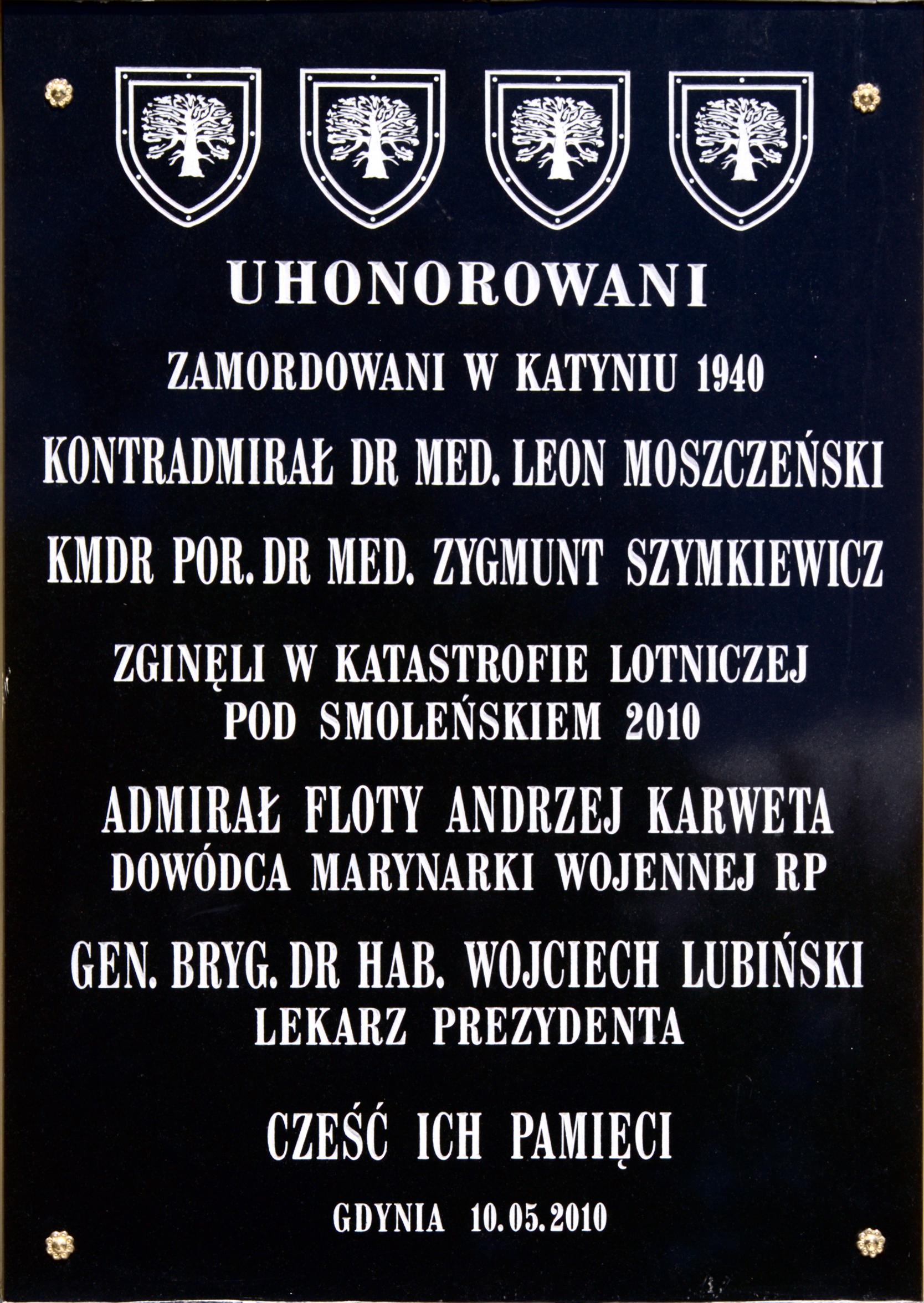
Tablica pamiątkowa przy Wojskowej Specjalistycznej Przychodni Lekarskiej na Oksywiu, upamiętniająca kontradm. dr. med. Leona Moszczeńskiego i kmdr. por. dr. med. Zygmunta Szymkiewicza, zamordowanych w Katyniu, oraz adm. floty Andrzeja Karwetę i gen. bryg. dr. med. Wojciecha Lubińskiego, ofiar katastrofy w Smoleńsku

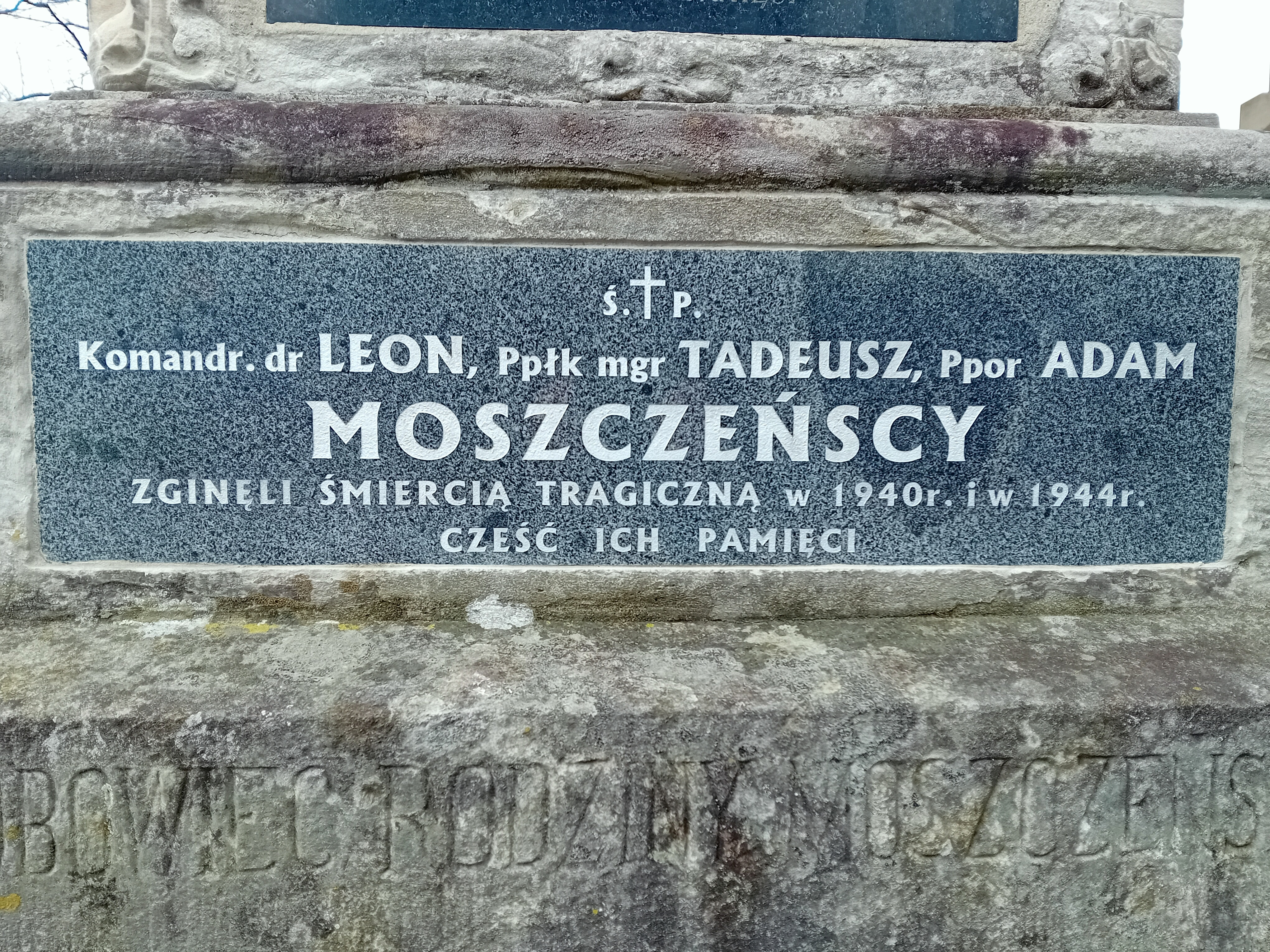
Symboliczna tablica na grobowcu Moszczeńskich w Lesku

Leon Lucjan Moszczeński herbu Nałęcz (ur. 28 stycznia 1889 w Lisku, zm. wiosną 1940 w Katyniu) – komandor Marynarki Wojennej II Rzeczypospolitej, doktor wszechnauk lekarskich, ofiara zbrodni katyńskiej.

## Życiorys
Leon Moszczeński urodził się 28 stycznia 1889 w Lisku. Pochodził z rodziny Moszczeńskich herbu Nałęcz, zamieszkującej w tym mieście. Był synem Ferdynanda Moszczeńskiego h. Nałęcz (1844–1921), aptekarza i burmistrza Liska) oraz Marii z Muszyńskich (1860–1938), inicjatorki powstania i pierwszej prezes koła TSL w Lesku (1898–1907). Miał braci Mariana (1883–1962), do 1918 oficjała medykamentowego w rezerwie C.K. Obrony Krajowej, odznaczonego Złotym Krzyżem Zasługi Cywilnej z koroną, przejął po ojcu aptekę w Lesku, Tadeusza (1891–1944), majora aptekarza Wojska Polskiego, zamordowanego na Węgrzech, Stanisława (ur. 1895), Stefana (ur. 1900). Wraz z rodziną zamieszkiwał w domu przy ul. Pułaskiego w Lesku.
Ukończył polska szkołę ludową w Lesku. Do roku szkolnego 1906/1907 kształcił się w c.k. Gimnazjum Męskim w Sanoku, gdzie w tym roku był uczniem VII klasy. W tym czasie wraz z bratem Tadeuszem zamieszkiwał u Aitala Witoszyńskiego przy ulicy Kolejowej. Później uczył się w c.k. Gimnazjum w Bochni i tam w 1909 zdał maturę. 1 lipca 1913 został wcielony jako jednoroczny ochotnik na pancernik „Ferdynand” c. i k. Marynarki Wojennej. Następnie rozpoczął studia medyczne na Wydziale Lekarskim Uniwersytetu Jagiellońskiego, które ukończył 3 lipca 1915 na Uniwersytecie Karola w Pradze otrzymując stopień doktora wszechnauk lekarskich. Po uzyskaniu dyplomu i otrzymaniu 2 sierpnia 1915 promocji oficerskiej został skierowany na pierwsze stanowisko. W ostatnim okresie I wojny światowej był II oficerem lekarzem na pancerniku SMS „Szent István", do zatopienia okrętu 11 czerwca 1918.
30 października 1918 wszedł w skład Komitetu Polskiego w Poli. Przybył do odrodzonej Polski i 15 stycznia 1919 wstąpił do Wojska Polskiego. Początkowo był oddelegowany do 8 Batalionu Sanitarnego w Toruniu. Został awansowany na stopień majora lekarza ze starszeństwem z 1 czerwca 1919. W 1921 objął stanowisko oficera lekarza w Kadrze Szeregowych Floty w Świeciu. Równocześnie wykładał na Tymczasowych Instruktorskich Kursach dla Oficerów w Toruniu. W 1923, 1924 jako oficer nadetatowy 8 Batalionu Sanitarnego był przydzielony jako lekarz do Kadry Marynarki Wojennej w Świeciu, pełniąc stanowisko lekarza. W październiku 1926 został przeniesiony do Służby Sanitarnej Kierownictwa Marynarki Wojennej w Warszawie, gdzie służył z tytułem doktora. Został awansowany na stopień podpułkownika lekarza ze starszeństwem z 1 stycznia 1932. Był szefem sanitarnym Dowództwa Floty w Gdyni. Z dniem 9 listopada 1933 został wyznaczony szefem Szefostwa Służby Sanitarnej (szefem sanitarnym) w pionie szefa Służb Kierownictwa Marynarki Wojennej – zastępcy szefa Kierownictwa Marynarki Wojennej. 1 stycznia 1938 otrzymał awans na stopień wojskowy komandora z jednoczesnym przeniesieniem do Korpusu Osobowego Oficerów Służb Marynarki Wojennej Rzeczypospolitej Polskiej.
Podczas kampanii wrześniowej 1939 został 5 września ewakuowany z Warszawy w grupie kontradm. Xawerego Czernickiego. Od 8 do 12 września przebywał w Pińsku, a następnie w Brodach. W wyniku agresji ZSRR na Polskę w dniu 17 września znalazł się w Derażnem. Stamtąd 22 września wraz z dziewięcioma najstarszymi polskimi oficerami został przetransportowany przez żołnierzy Armii Czerwonej do Równego, a później do obozu w  Kozielsku, w którym znajdował się do 16 kwietnia 1940. Zginął rozstrzelany przez funkcjonariuszy NKWD w Katyniu i tam pogrzebany w bezimiennej mogile zbiorowej, gdzie od 28 lipca 2000 mieści się oficjalnie Polski Cmentarz Wojenny w Katyniu. Zwłok nie zidentyfikowano. Tabliczka epitafijna na Polskim Cmentarzu Wojennym w lesie katyńskim nosi nr 2447. W Katyniu został zamordowany także jego bratanek (syn Mariana), pchor. Adam Moszczeński (ur. 1919), student farmacji
Jego żoną była Stefania, z domu Ślepowron-Barańska, z którą miał syna Jana.

## Awanse
- podporucznik starszy asystent lekarza marynarki (niem. Marineoberassistenzarzt) – 2 sierpnia 1915
- porucznik lekarz fregaty (niem. Fregattenärzt) – 26 grudnia 1915[23]
- kapitan lekarz okrętu liniowego (niem. Linienschiffärzt) – 1 sierpnia 1917[24]
- major lekarz – 1922 ze starszeństwem z 1 czerwca 1919
- podpułkownik lekarz – 1 stycznia 1932
- komandor lekarz – 1 stycznia 1938

Postanowieniem nr 112-48-07 Prezydenta RP Lecha Kaczyńskiego z 5 października 2007 został awansowany pośmiertnie do stopnia kontradmirała. Awans został ogłoszony 9 listopada 2007 w Warszawie, w trakcie uroczystości „Katyń Pamiętamy – Uczcijmy Pamięć Bohaterów”.

## Ordery i odznaczenia
- Złoty Krzyż Zasługi (10 listopada 1928)[27]
- Medal Niepodległości (16 marca 1937)[28]
- Medal Pamiątkowy za Wojnę 1918–1921[29]
- Medal Dziesięciolecia Odzyskanej Niepodległości[29]
- Krzyż Wojskowy Karola (Austro-Węgry)[24]

## Upamiętnienie
Tadeusz, Leon i Adam Moszczeńscy zostali upamiętnieni (z inicjatywy Zofii Zubrzyckiej oraz Janiny Witoszyńskiej z Moszczeńskich) symboliczną inskrypcją, wykonaną na tabliczce przez Edwarda Barana i umieszczoną na grobowcu rodziców na cmentarzu w Lesku.
W ramach akcji „Katyń... pamiętamy” / „Katyń... Ocalić od zapomnienia” został upamiętniony przez zasadzenie Dębu Pamięci w Bochni.